# Maçarico-do-alasca
Pilrito-ocidental ou pilrito-miúdo (nome científico: Calidris mauri) é uma espécie de ave da família Scolopacidae.
Seu epíteto específico mauri é uma homenagem ao botânico italiano Ernesto Mauri (1791-1836).
Esta é uma das espécies de aves limícolas mais abundantes na América do Norte, com uma população na casa dos milhões. No Brasil, é uma espécie visitante e foi adicionada à lista de aves do país em 2021.